# Серхіо Ліра
Серхіо Ліра (ісп. Sergio Lira, нар. 24 серпня 1957, Тампіко) — мексиканський футболіст, нападник.
Насамперед відомий виступами за клуби «Атланте», «УАНЛ Тигрес» та  національну збірну Мексики.

## Клубна кар'єра
У дорослому футболі дебютував 1978 року виступами за команду клубу «Тампіко», в якій провів три сезони, взявши участь у 105 матчах чемпіонату. 
Своєю грою за цю команду привернув увагу представників тренерського штабу клубу «Атланте», до складу якого приєднався 1981 року. Відіграв за мексиканську команду наступні один сезон своєї ігрової кар'єри.
Згодом з 1982 по 1984 рік грав у складі команди «Оакстепек».
У 1984 році повернувся у рідне місто, до складу клубу «Тампіко Мадеро». З цією командою двічі вигравав срібні нагороди мексиканського чемпіонату та тричі титул найкращого бомбардира ліги.
1990 року уклав контракт з клубом «УАНЛ Тигрес», у складі якого провів наступні два роки своєї кар'єри гравця.  Більшість часу, проведеного у складі «УАНЛ Тигрес», був основним гравцем атакувальної ланки команди.
1992 року перейшов до клубу «Пуебла», за який відіграв 4 сезони.  В його складі також здебільшого виходив на поле в основному складі команди. Завершив професійну кар'єру футболіста виступами за команду «Пуебла» у 1996 році.
Всього в чемпіонаті Мексики забив 190 голів.

## Виступи за збірну
1979 року дебютував в офіційних матчах у складі національної збірної Мексики. Протягом кар'єри у національній команді, яка тривала 12 років, провів у формі головної команди країни лише 13 матчів, забивши 4 голи.

## Титули і досягнення
- Віце-чемпіон (2): 1985П, 1986М
- Найкращий бомбардир чемпіонату Мексики (3): 1985П (10 голів), 1986М (14 голів), 1989 (29 голів)